# Comunitat de municipis Arguenon - Hunaudaye
La Comunitat de municipis Arguenon - Hunaudaye (en bretó Kumuniezh kumunioù Argenon-Koad Lanveur) és una estructura intercomunal francesa, situada al departament de les Costes d'Armor a la regió Bretanya, al País de Dinan. Té una extensió de 193,20 kilòmetres quadrats i una població de 8.029 habitants (2009).

## Composició
Agrupa 6 comunes :
1. Dolo
2. Jugon-les-Lacs
3. Plédéliac
4. Plénée-Jugon
5. Plestan
6. Tramain